# Sinagoga di Göteborg

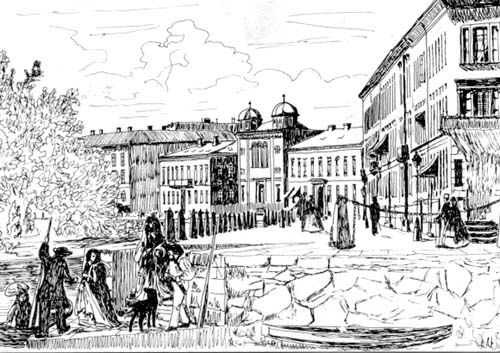
La sinagoga in una litografia del 1860

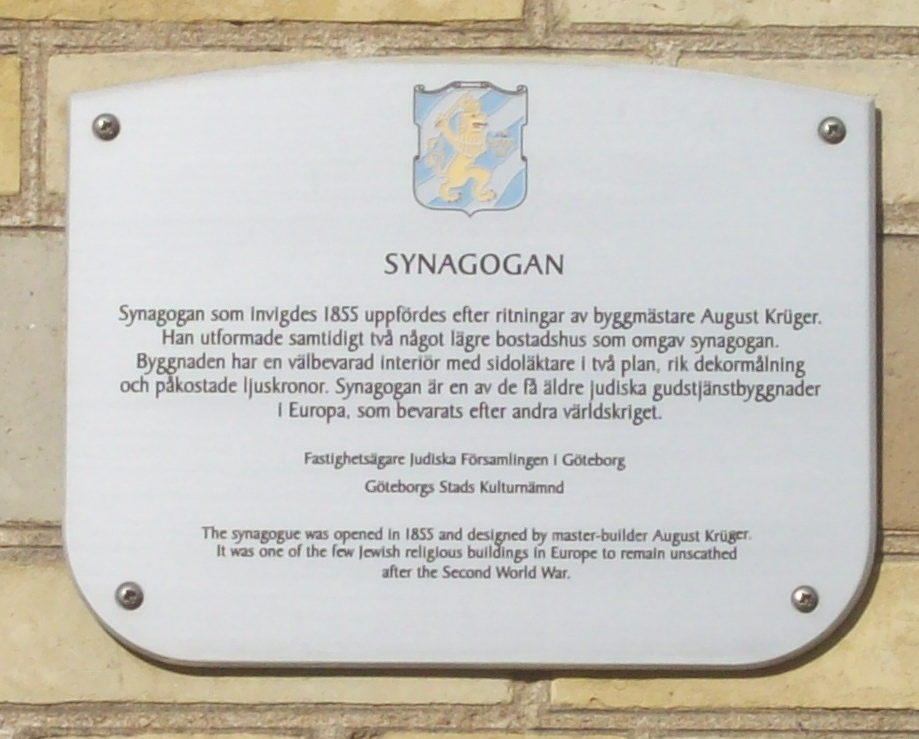
Targa all'ingresso della sinagoga

La sinagoga di Göteborg, costruita nel 1855, è la più antica tra le sinagoghe monumentali della Svezia.

## La costruzione
Nell'Ottocento la comunità ebraica di Göteborg, costituitasi attorno al 1780, era in piena espansione. Una prima piccola sinagoga costruita in legno alla fine del Settecento era andata distrutta in un incendio nel 1802 e una nuova sinagoga inaugurata nel 1808 era ormai del tutto insufficiente ai bisogni della comunità. Si decise così la costruzione di un più ampio luogo di culto. I preparativi cominciarono già dal 1843.
Dopo un tentativo non concretizzatosi con l'architetto Viktor von Gegerfeldt, il progetto fu alla fine affidato all'architetto di origine tedesca August Krüger. Egli si recò in Germania e vi tornò con l'idea di una sinagoga in stile neobizantino con qualche elemento neomoresco, secondo una moda che si stava diffondendo in Europa per la costruzione delle sinagoghe del tempo. La costruzione fu completata nel 1855; la cerimonia di inaugurazione si tenne il 12 ottobre di quell'anno.

## L'architettura
L'edificio ha all'esterno forma rettangolare e simmetrica, con quattro torri angolari in stile bizantino sormontate da cupolette. Il portale di ingresso è al centro della facciata, caratterizzata dalla presenza di tre grandi finestroni. Una recinzione in ferro battuto circonda la proprietà.
All'interno, la sala di preghiera è monumentale con le ampie arcate, le colonne, le fini decorazioni dipinte in stile bizantino.
Sul muro frontale è l'elegante Aron Kodesh, fiancheggiato da colonne con pilastri corinzi. La traversa e frontone hanno un fascino moresco. Le due tavole con i dieci comandamenti incisi in ebraico sono collocate sulla parte superiore. In alto sono tre grandi finestroni con vetrate colorate.
Il leggio si trova sulla piattaforma di fronte al Aron Kodesh. Grande, eleganti candelabri dorati sono poste su entrambi i lati della balaustra di legno tornito.
I matronei su due piani corrono lungo entrambi i lati della sala di preghiera, sostenuti da colonne che vanno dal pavimento al soffitto terminando in grandi arcate a tutto tondo. Sopra l'ingresso è collocato l'organo, opera del 1854 della ditta Marcussen & Sohn di Aabenraa, Danimarca. Tre serie di finestre ad arco, lungo le pareti laterali, illuminano la sala. Grandi lampadari in ottone pendono dal soffitto. Semplici panche in legno intagliato offrono oltre 300 posti a sedere.

## Dalla costruzione ai giorni nostri
Dai tempi della sua inaugurazione, la sinagoga di Göteborg ha svolto ininterrottamente i suoi compiti al servizio della comunità ebraica locale.
Alla neutrale Svezia furono risparmiate le distruzioni della seconda guerra mondiale e gli orrori dell'Olocausto. In quegli anni la sinagoga aprì le sue porte ai rifugiati, specie a quelli che nel 1943 arrivarono in massa sulle coste svedesi dalla Danimarca, o attraverso la Finlandia dalla Polonia e dalla Russia.
La sinagoga continua tutt'oggi la sua opera, aperta ai fedeli di ogni denominazione ebraica, al servizio di una comunità locale di oltre 1.800 persone, che nel dopoguerra si è arricchita di nuovi emigrati dall'est europeo. Il 26 settembre 2005 una solenne cerimonia, alla presenza della regina Silvia, ha celebrato i 150 anni dalla fondazione della sinagoga. Una targa (in svedese e inglese) apposta all'ingresso della sinagoga ricorda brevemente le tappe salienti della storia della sinagoga.